# Байконир
Байконир (каз. Байқоңыр, Baıqońyr)  або Байкону́р — місто обласного підпорядкування Кизилординської області Казахстану. Адміністративний центр та єдиний населений пункт Байконґирської міської адміністрації.
Разом з комплексом космодрому Байконур орендований Росією на період до 2050 року. До грудня 1995 року називався Ленінськ. У СРСР мав статус закритого міста. На сьогодні у місті діє пропускний режим.
Розташований в закруті на правому високому березі річки Сирдар'я. Залізнична станція знаходиться за 2 км на північ від міста на території приміського села Торетам. Залізниця Арись — Кандиагаш одноколійна, ширококолійна. За 5 км на північ від міста проходить автомобільна дорога Аральськ — Жосали — Кизилорда, вона має номер М32 (Самара — Шимкент). Місто і космодром обслуговують аеропорти Крайній (за 6 км на захід від міста) і Ювілейний (колишній посадочний комплекс для «Бурану» за 40 км північний захід від міста, на території космодрому).
Має статус міста федерального значення РФ, але не є суб'єктом Російської Федерації.

## Населення
Населення — 34295 осіб (2021; 36175 у 2009, 28776 у 1999).
| Національність | Чисельність на початок 2021 року (територія в складі міської адміністрації) | Частка % |
| -------------- | --------------------------------------------------------------------------- | -------- |
| Казахи         | 36 302                                                                      | 91,86    |
| Росіяни        | 2 196                                                                       | 5,56     |
| Корейці        | 453                                                                         | 1,15     |
| Татари         | 126                                                                         | 0,32     |
| Турки          | 119                                                                         | 0,30     |
| Узбеки         | 118                                                                         | 0,30     |
| Азербайджанці  | 63                                                                          | 0,16     |
| Киргизи        | 30                                                                          | 0,08     |
| Українці       | 25                                                                          | 0,06     |
| Уйгури         | 17                                                                          | 0,04     |
| Інші           | 68                                                                          | 0,17     |
| ВСЬОГО:        | 39 517                                                                      | 100,00   |

## Галерея

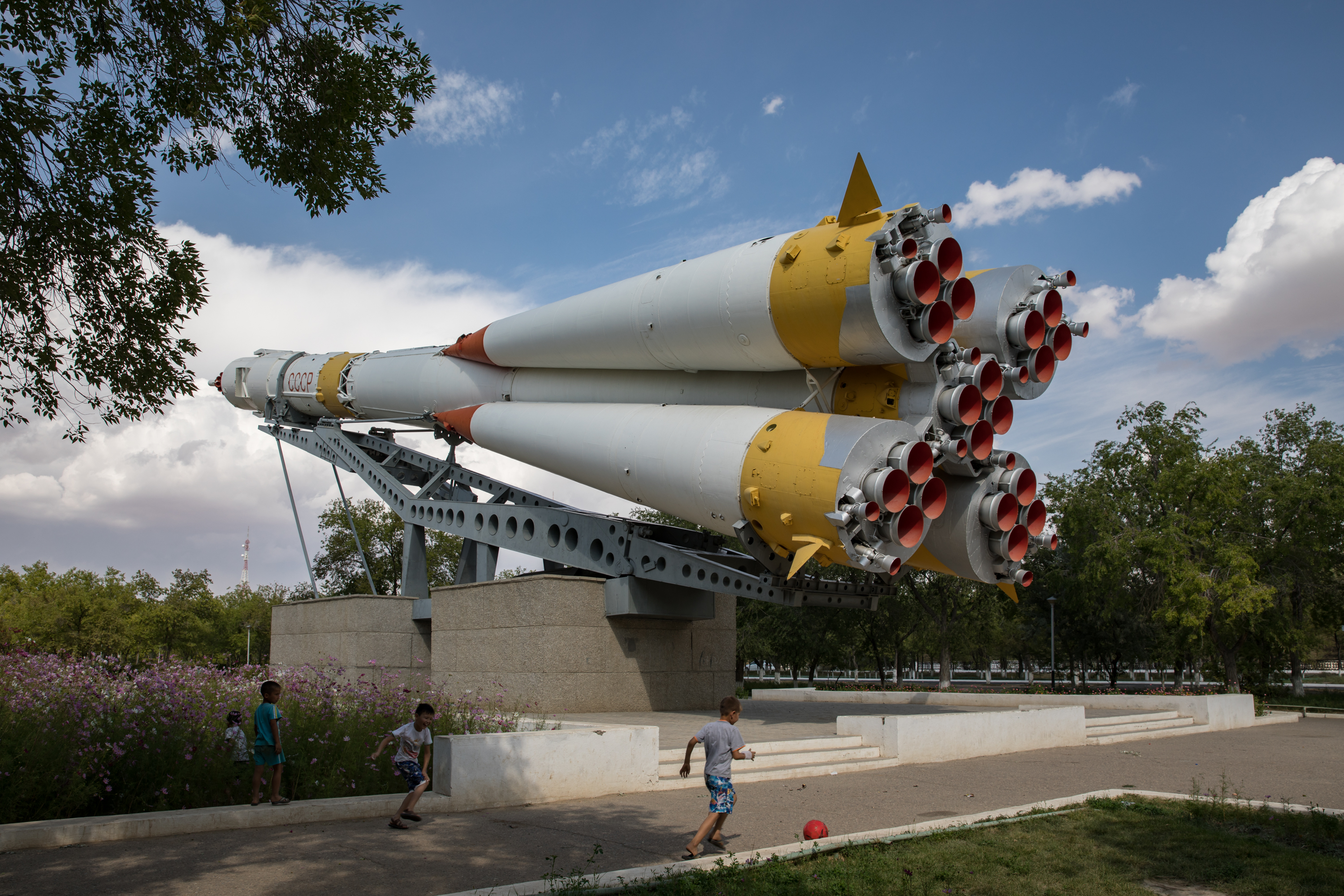
Монумент «Ракета-носитель „Союз“»
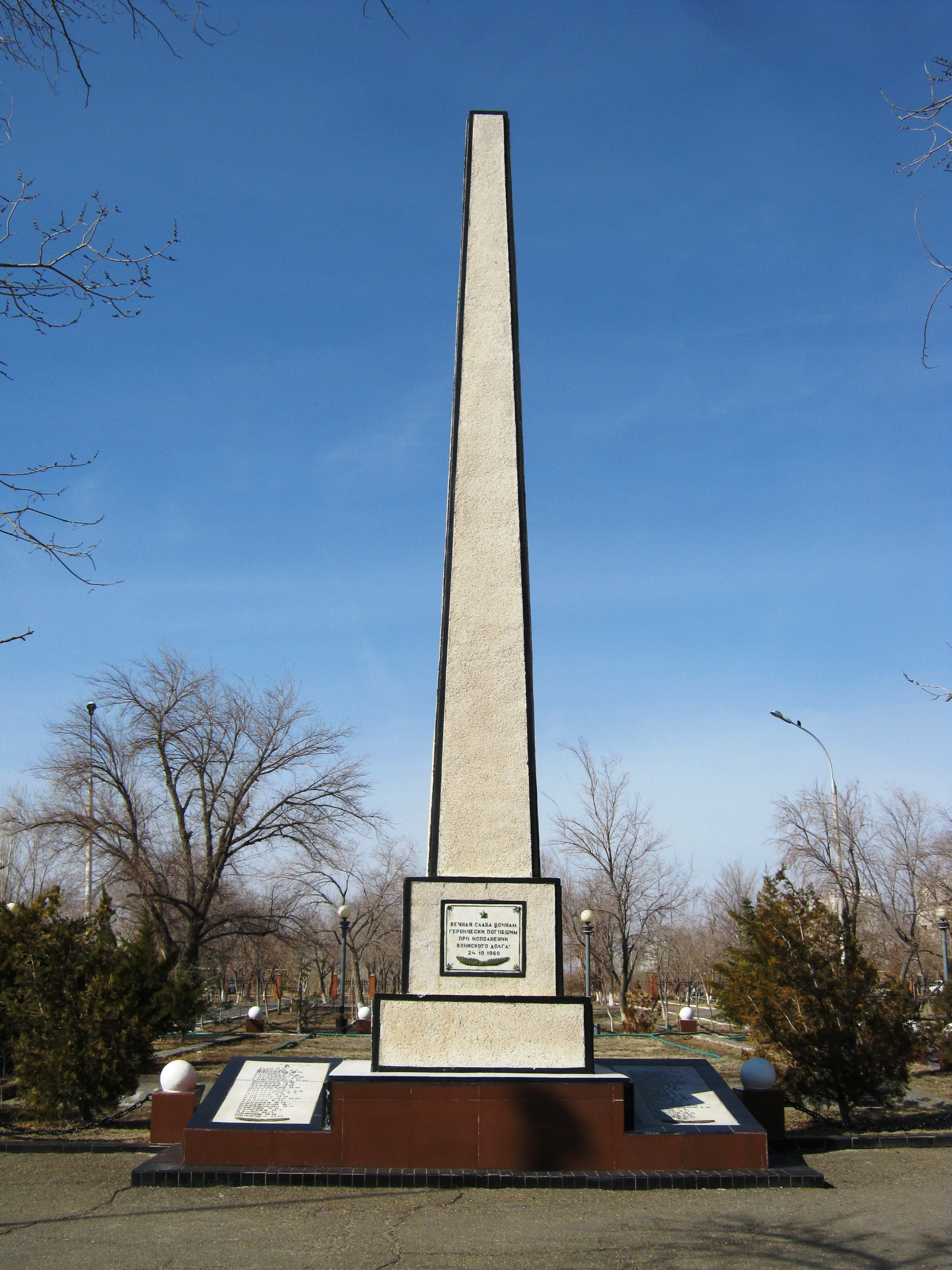
Пам'ятник на братській могилі ракетчинків, які загинули під час вибуху ракети Р-16 24 жовтня 1960 року
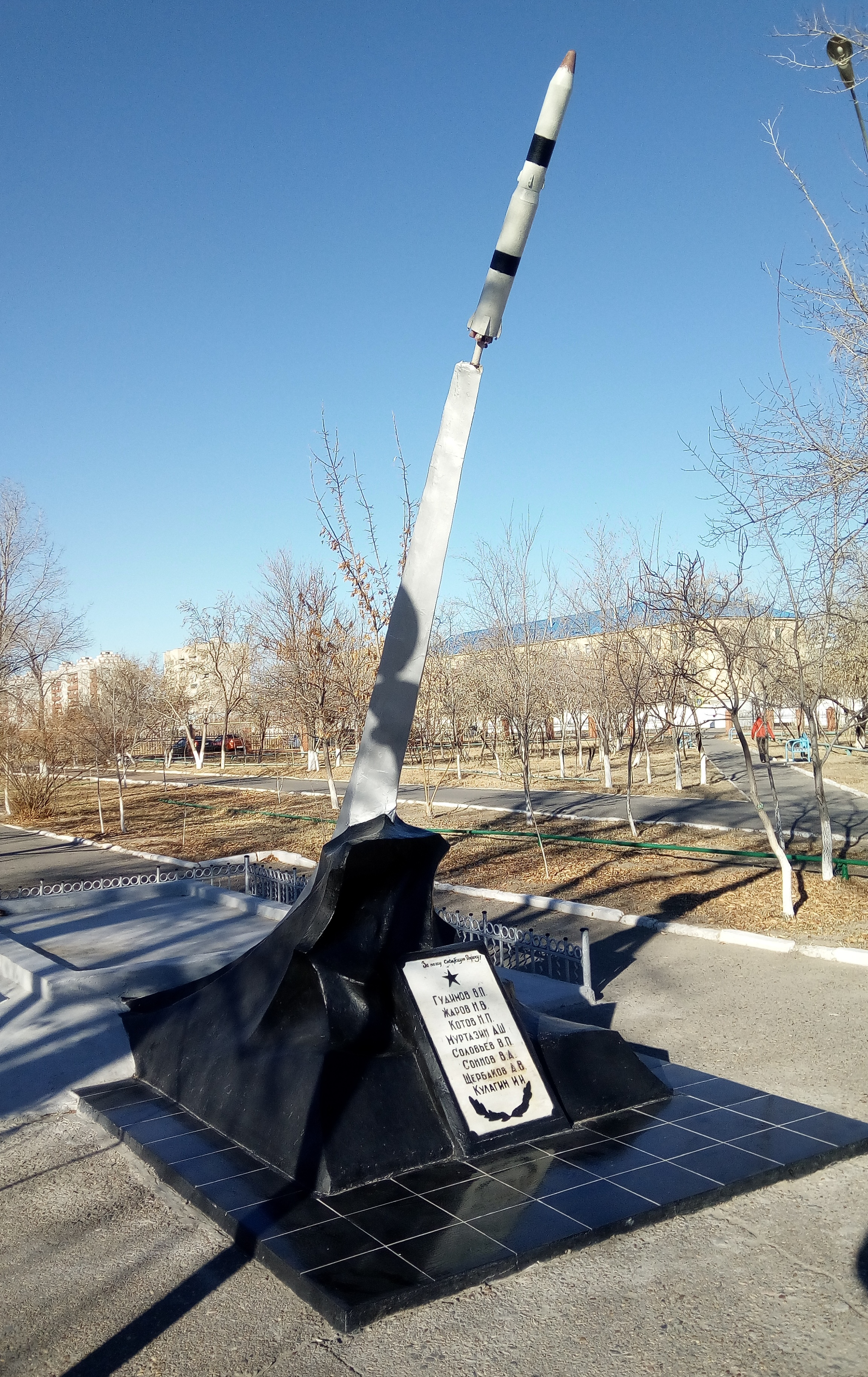
Пам'ятник на братській могилі ракетчинків, які загинули під час вибуху ракети Р-9А 24 жовтня 1963 року
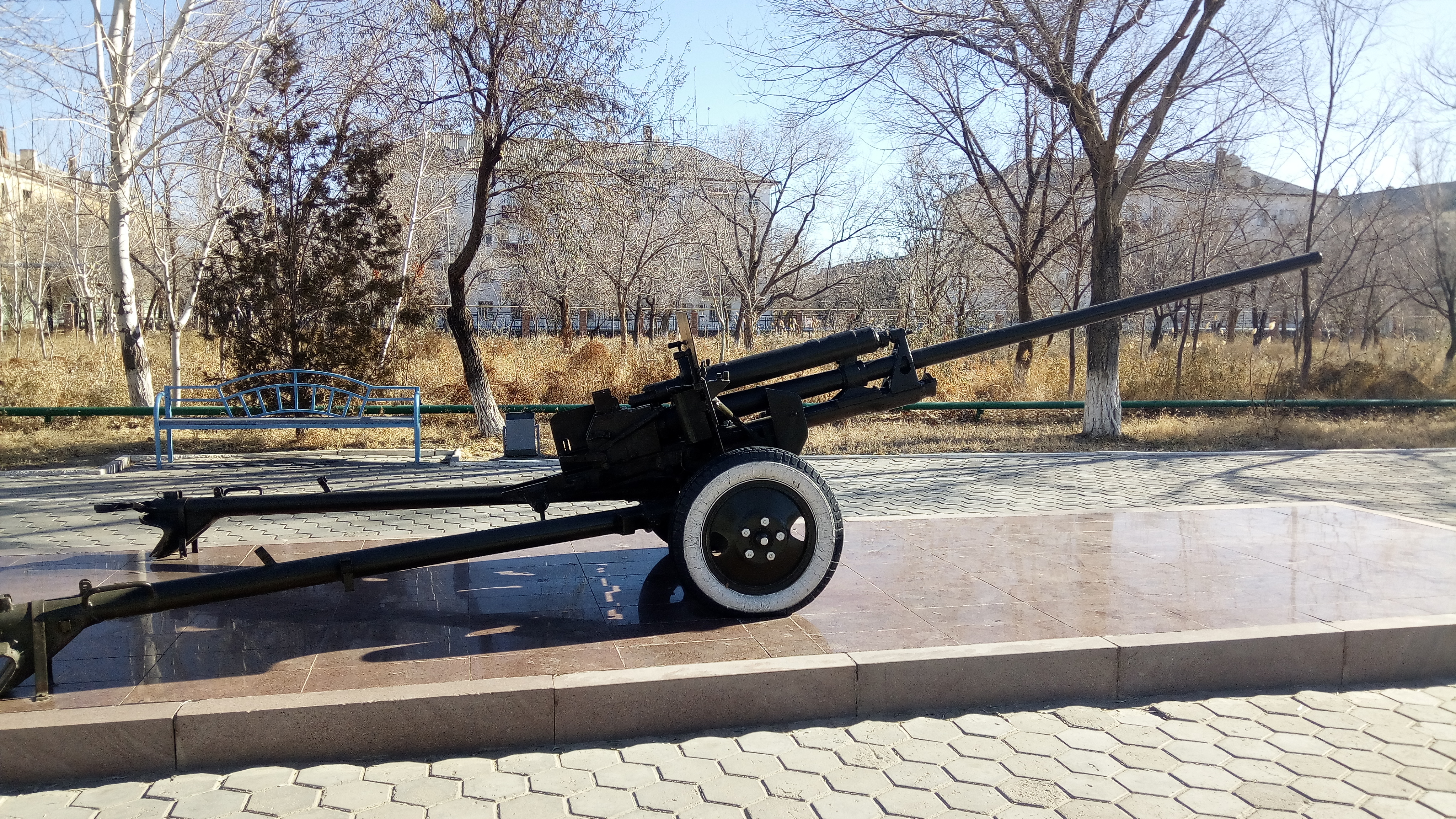
Протитанкова гармата ЗИС-2 на алеї 50-річчя Перемоги
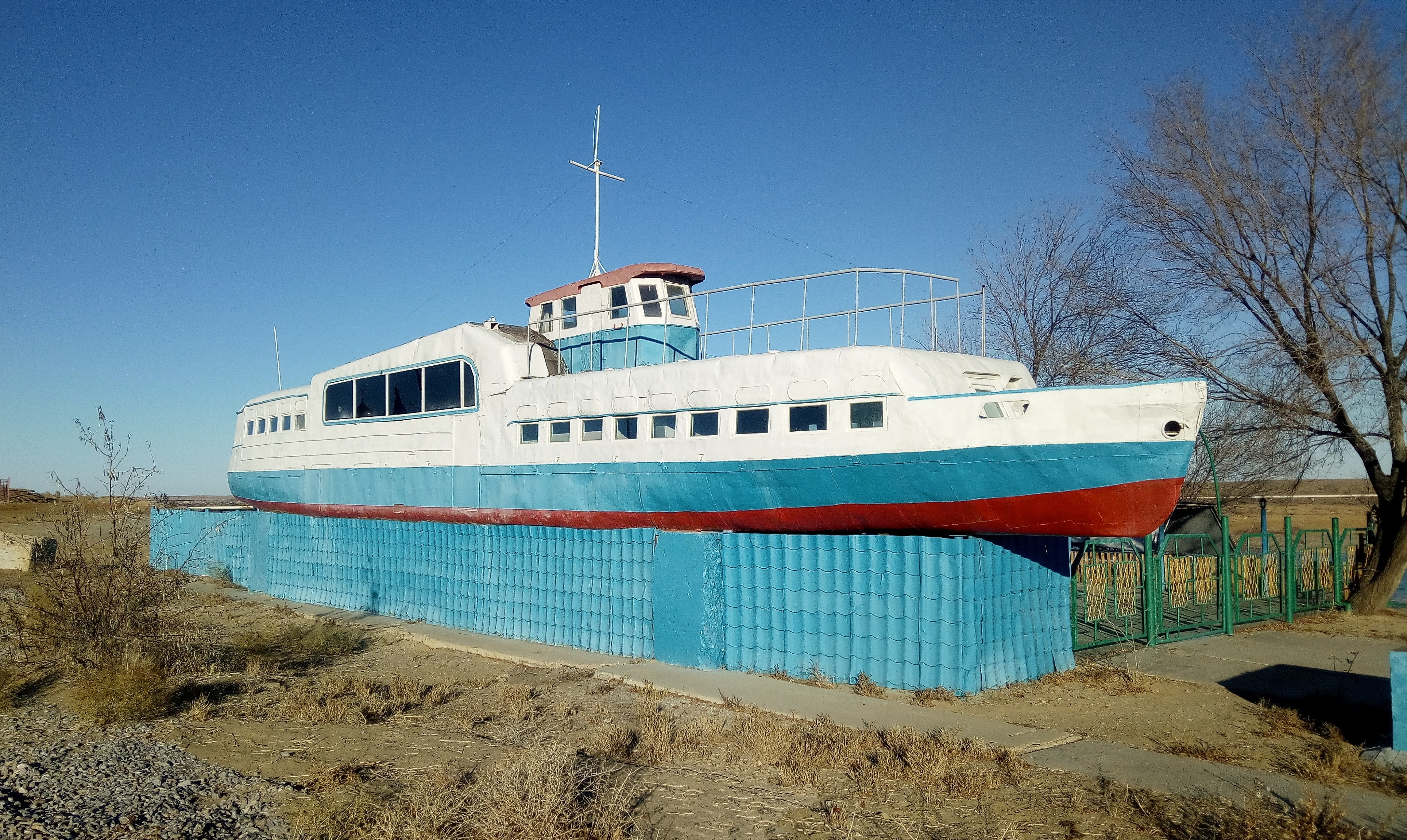
Пам'ятник теплоходу «Кама»
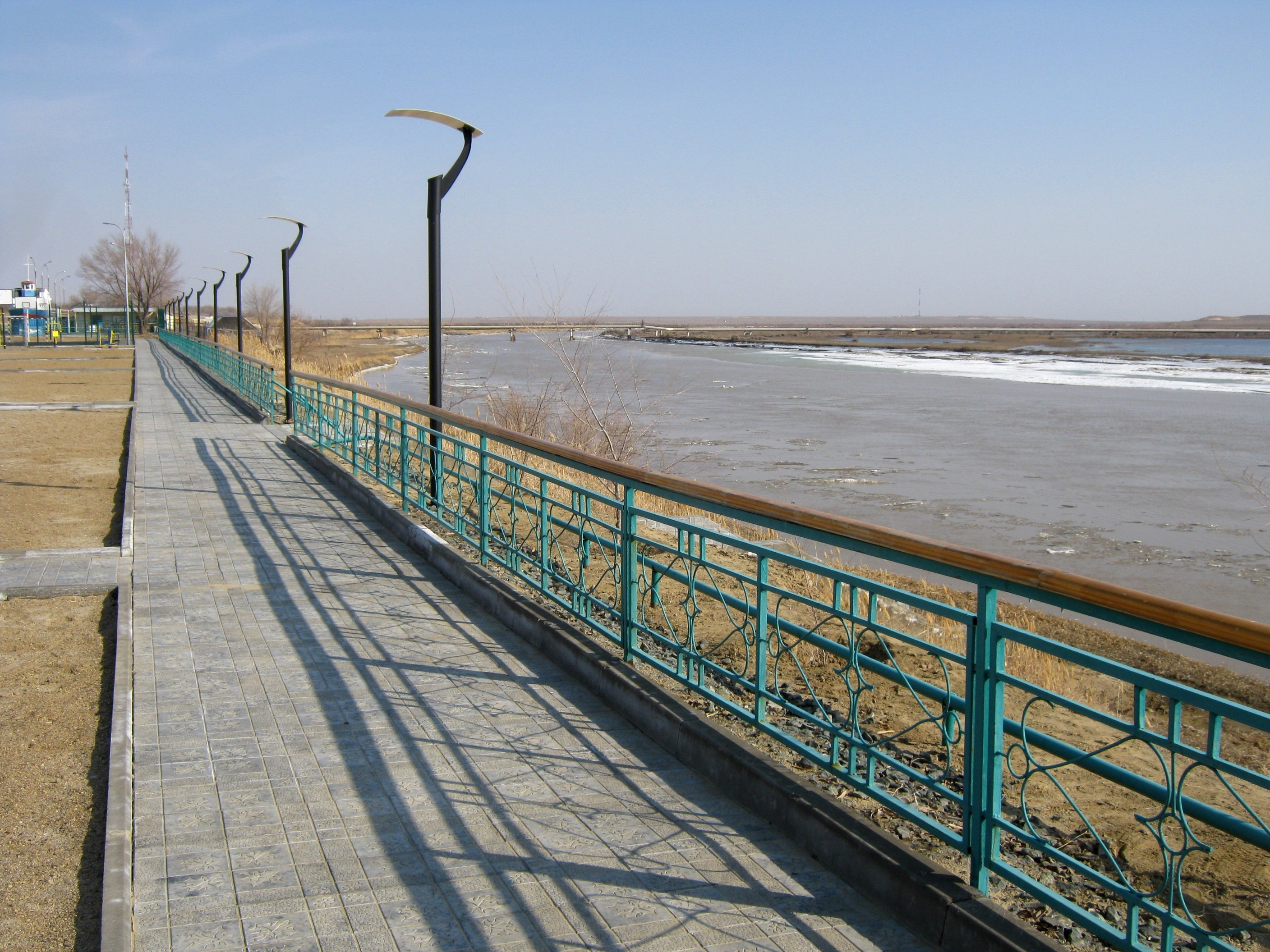
Набережна річки Сирдарьї
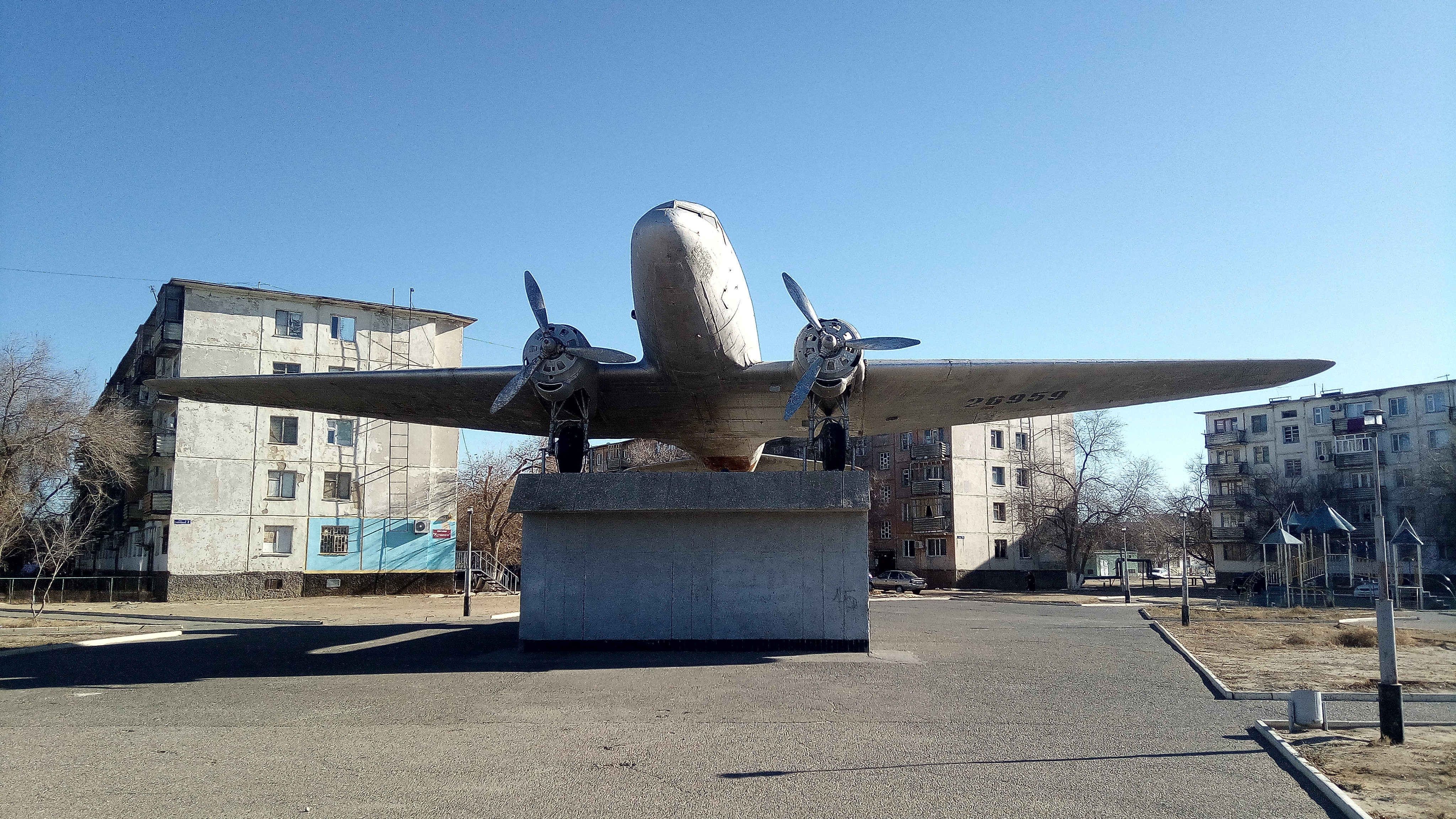
Пам'ятник літаку Лі-2
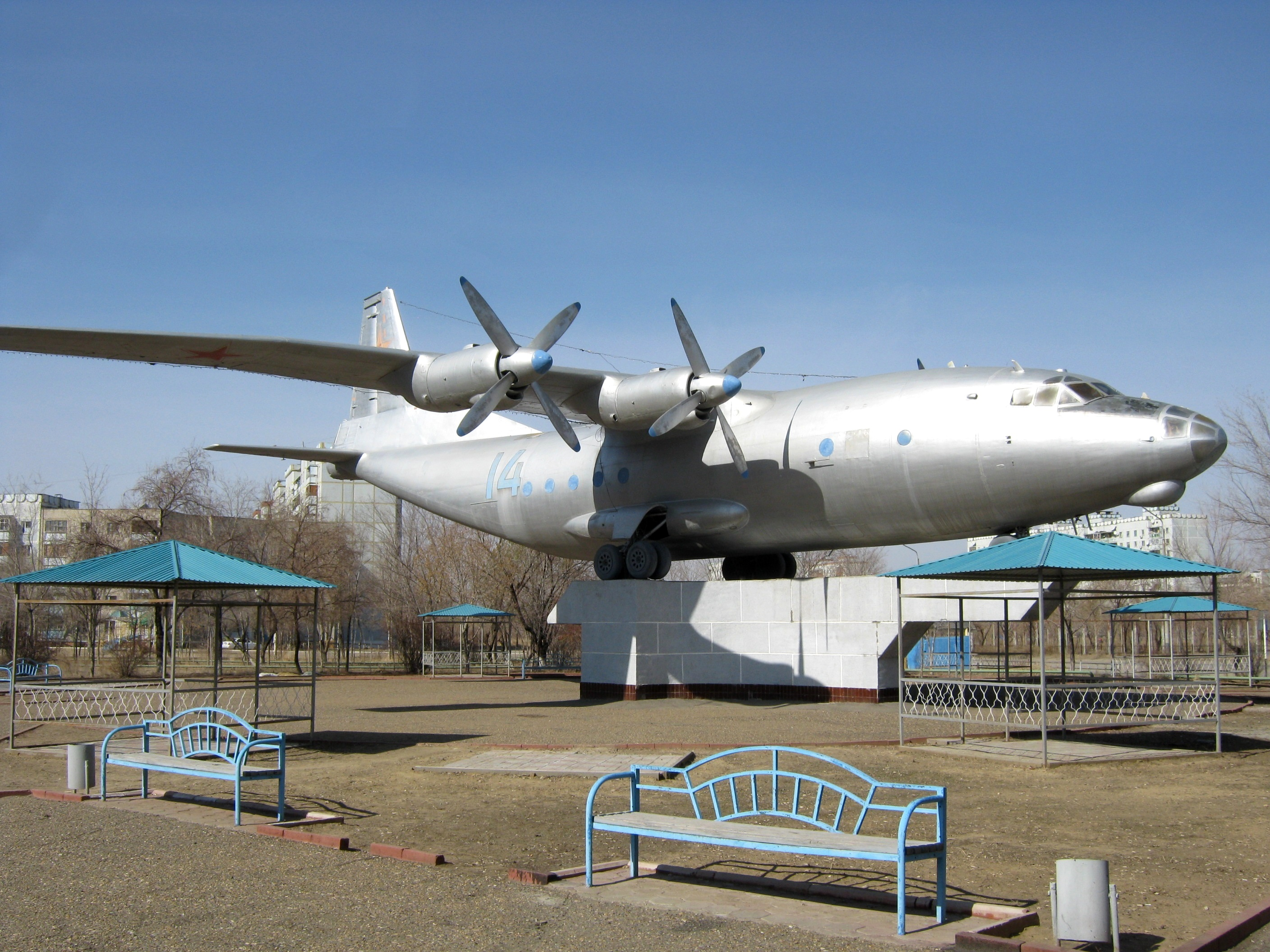
Пам'ятник літаку Ан-12
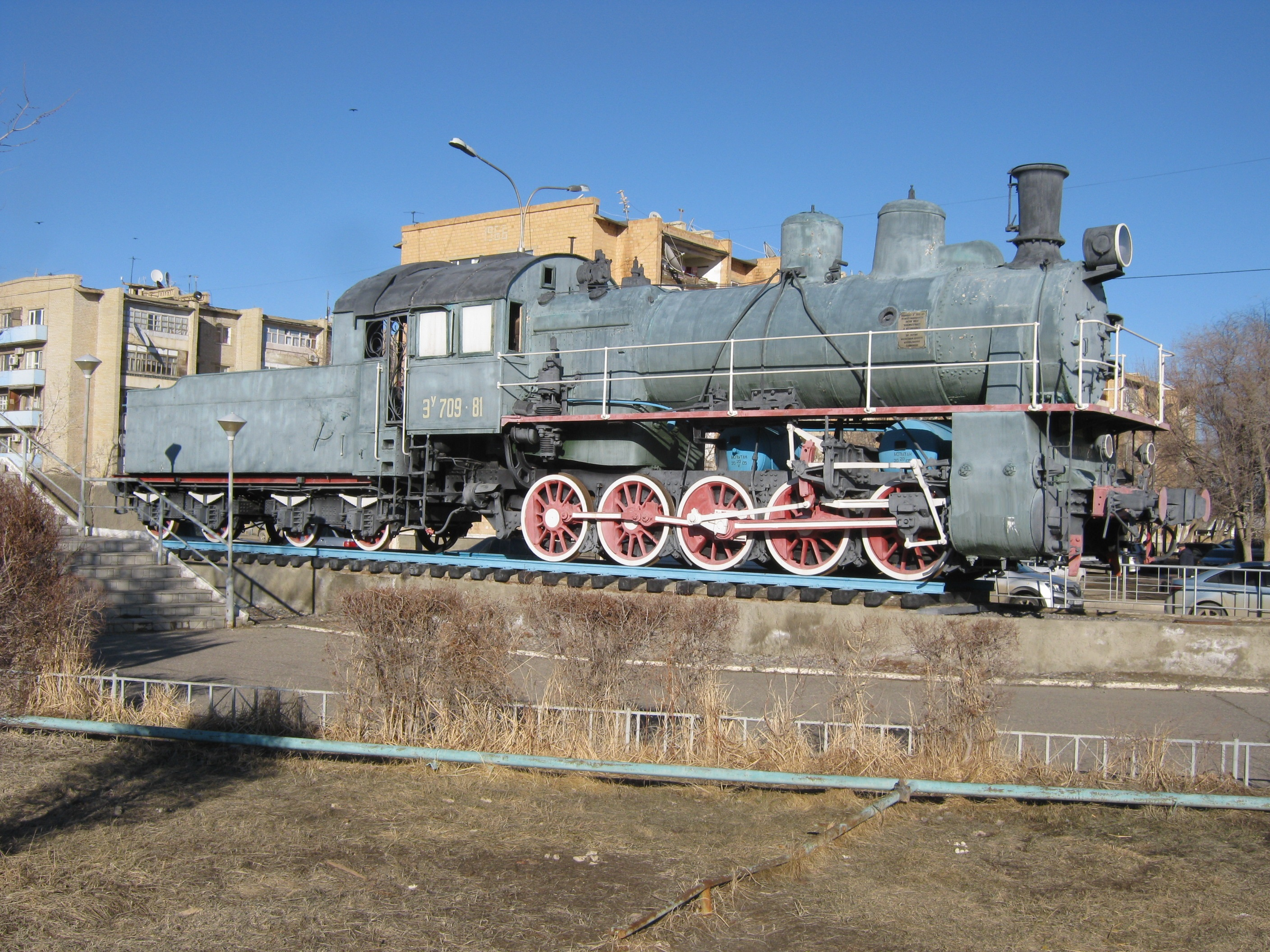
Пам'ятник-паровоз Эу 709-81 на станції Городская
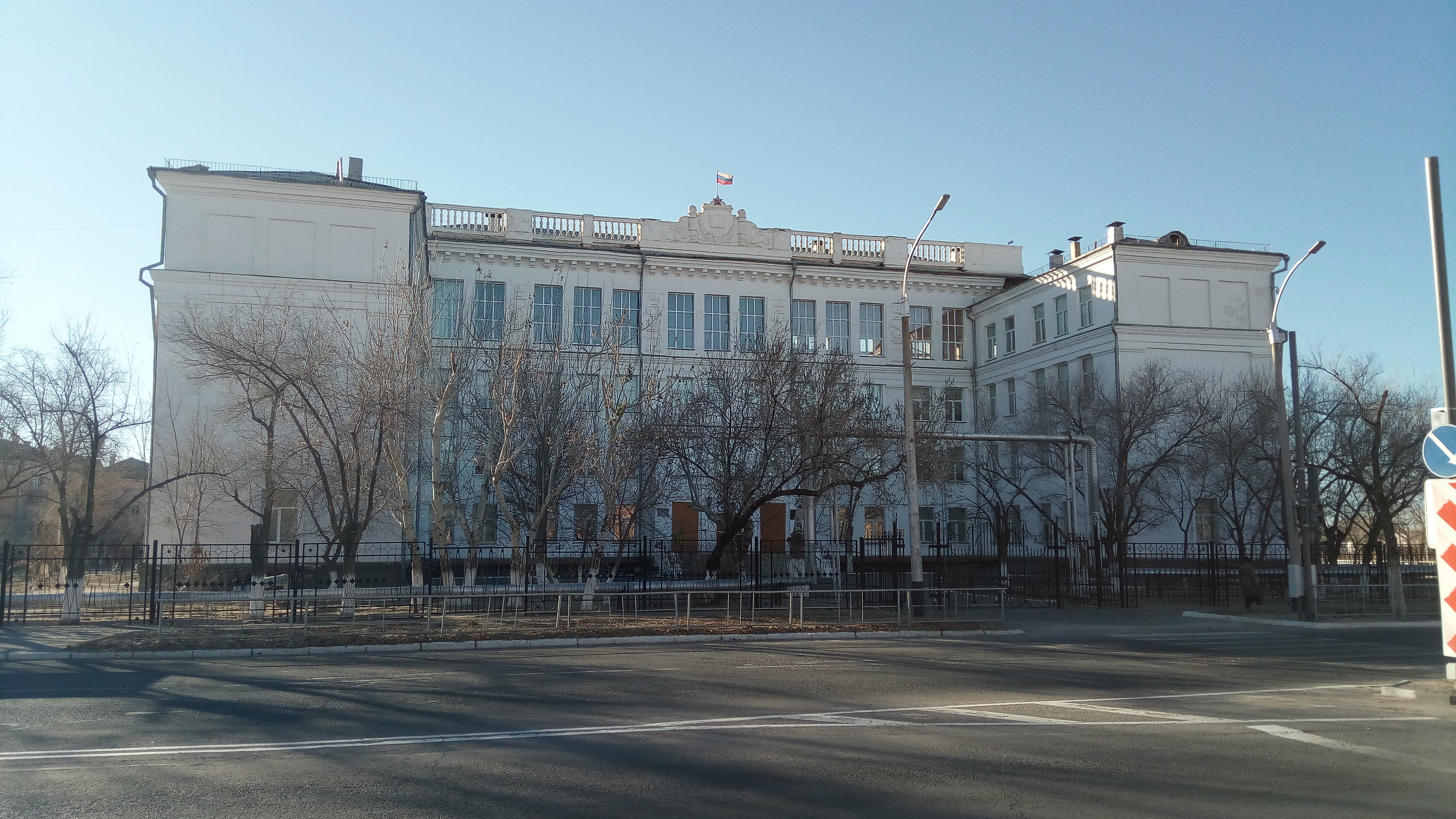
Школа № 1
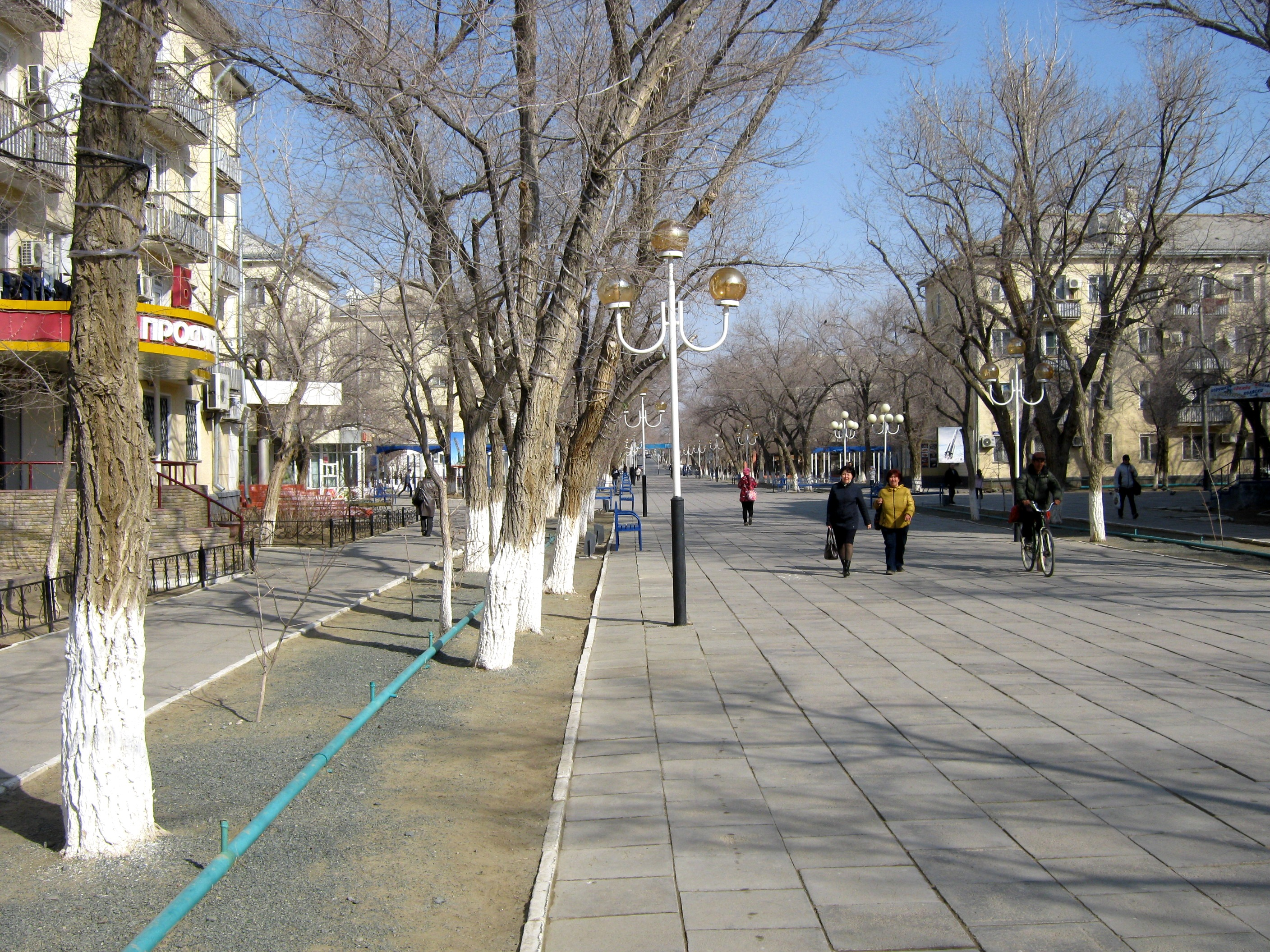
Байконурський арбат
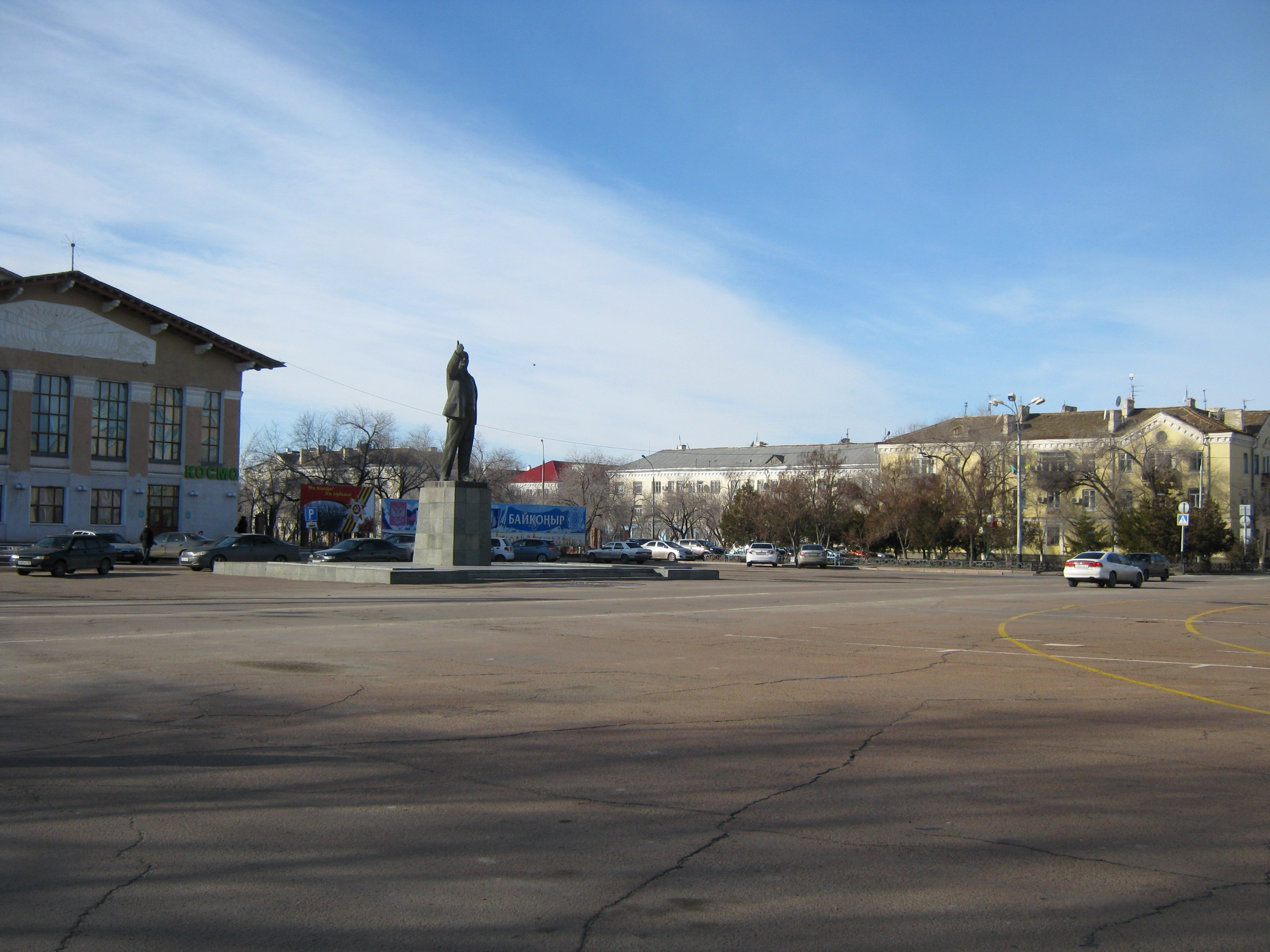
Площа Леніна
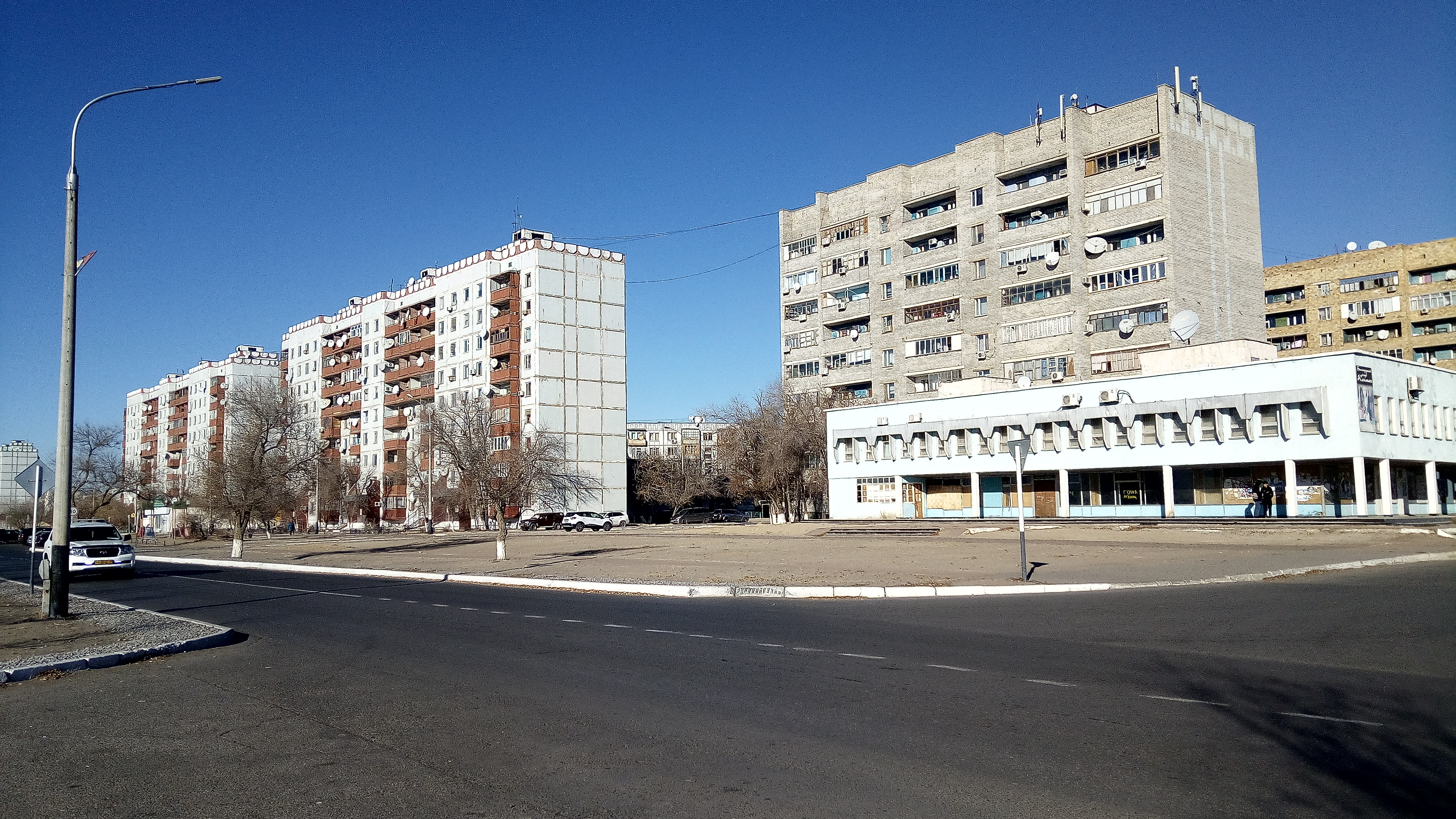
Вулиця Юрія Гагаріна